# Lê Hồ (phường)
Lê Hồ là một phường thuộc tỉnh Ninh Bình, Việt Nam.

## Địa lý
Lê Hồ nằm cách phường Hoa Lư - trung tâm tỉnh lỵ Ninh Bình 48  km về phía Bắc, có vị trí địa lý:
- Phía tây giáp phường Nguyễn Uý.
- Phía đông giáp phường Kim Thanh.
- Phía nam giáp phường Kim Bảng.
- Phía bắc giáp xã Ứng Hòa của thành phố Hà Nội.

Phường Lê Hồ	có diện tích:	22,27	km², 	dân số:	32.373	người, mật độ dân số: 	1454	người/km². 	Đây là đơn vị có diện tích xếp thứ:	97	, số dân xếp thứ: 	57	và mật độ dân số xếp thứ: 	35	trong số 129 xã, phường ở Ninh Bình.
Phường này nằm trên Quốc lộ 38.

## Lịch sử
Tên phường được lấy từ tên chiến sĩ cộng sản Lê Hồ - một người được sinh ra tại đây. Cùng với dòng chảy của lịch sử, tên đất, tên làng của Lê Hồ cũng có sự thay đổi. Từ thời vua Hùng, các địa danh thuộc xã Lê Hồ ngày nay nằm trong quận Vũ Bình, thuộc bộ Giao Chỉ. Thời thuộc huyện Cổ Bảng.
Thời nhà Đinh nơi đây là một căn cứ dẹp loạn 12 sứ quân của Đinh Bộ Lĩnh. Nơi đây, Vua Đinh đã lập doanh trại, tuyển quân để thu phục, đánh dẹp các sứ quân khác.
Đến thời Hậu Lê (1420-1527) thuộc huyện Kim Bảng. Đến năm 1466, thuộc Sơn Nam Thừa Tuyên. Xa xưa, các địa danh thuộc xã Lê Hồ lúc đầu chỉ là một xóm nhỏ có tên là Đường Giang, sau bao thế kỷ phát triển thành những làng quê trù phú, đông đúc. Năm 1472, dưới triều vua Lê Thánh Tông, tên Đường Giang đổi thành Hương Đàn xã.
Thời Tây Sơn, xã thuộc Sơn Nam Thượng. Năm 1831, xã thuộc Kim Bảng, tỉnh Hà Nội. Từ năm 1890, là một trong các địa danh thuộc tỉnh Hà Nam.
Khi Pháp sang xâm lược Việt Nam, chúng sáp nhập Hương Đàn với một số làng khác gọi là tổng Phương Đàn gồm các xã: Phương Đàn, Phương Thượng, An Đông, Cao Mật, Khang Thái, Tùng Quang, Dương Cương, Thịnh Đại, Nông Vụ, Lạc Nhuế.
Cách mạng Tháng Tám năm 1945 thành công, để tưởng nhớ và tỏ lòng biết ơn đồng chí Lê Hồ - người con ưu tú có nhiều cống hiến đóng góp cho phong trào cách mạng của quê hương, các xã nhỏ thuộc tổng Phương Đàn vinh dự mang tên xã Lê Hồ.
Năm 1951, các thôn Tùng Quang, Dương Cương, Thịnh Đại, Nông Vụ cắt về xã Đồng Hoá. Năm 1956, sáp nhập thôn Đaị Phú (xã Thụy Lôi) về xã Lê Hồ năm 1960.
Xã Lê Hồ gồm 5 thôn: Phương Đàn, Phương Thượng, An Đông, Đồng Thái (năm 1960 Khang Thái và Cao Mật sáp nhập thành thôn Đồng Thái) và Đại Phú.
Ngày 14 tháng 11 năm 2024, Ủy ban Thường vụ Quốc hội ban hành Nghị quyết số 1288/NQ-UBTVQH15 về việc sắp xếp đơn vị hành chính cấp huyện, cấp xã của tỉnh Hà Nam giai đoạn 2023 – 2025 (nghị quyết có hiệu lực từ ngày 1 tháng 1 năm 2025). Theo đó, thành lập phường Lê Hồ thuộc thị xã Kim Bảng trên cơ sở toàn bộ 7,49 km² diện tích tự nhiên và quy mô dân số là 10.162 người của xã Lê Hồ.
Theo Nghị quyết số 1674/NQ-UBTVQH15 ngày 16/6/2025 về sắp xếp các đơn vị hành chính cấp xã của tỉnh Ninh Bình năm 2025, Sắp xếp toàn bộ diện tích tự nhiên, quy mô dân số của các phường Đại Cương, Đồng Hoá và Lê Hồ thành phường mới có tên gọi là phường Lê Hồ.

## Di tích
Khu vực phường Lê Hồ - Kim Bảng xưa là không chỉ vùng căn cứ quân sự từ thời Đinh Bộ Lĩnh chiêu mộ hào kiệt đánh dẹp loạn 12 sứ quân mà còn là quê hương của Hoàng hậu Dương Nguyệt Nương - Bà hoàng hậu thứ ba của Vua Đinh Tiên Hoàng là người có nhan sắc, đã theo lệnh Vua truyền dạy di sản Trò Xuân Phả tại đền thờ Đại Hải Long Vương ở Thọ Xuân - Thanh Hóa mà ngày nay Trò diễn này vẫn còn tồn tại được hậu thế bảo tồn và tôn vinh.

### Đình Lạc Nhuế
Đình làng Lạc Nhuế ở phường Đồng Hóa là di tích quốc gia, nơi thờ Đinh Tiên Hoàng Đế - Vị anh hùng dân tộc, người đã về đây chiêu mộ hào kiệt để đánh dẹp loạn 12 sứ quân từ thế kỷ X. Đình Lạc Nhuế còn thờ hai chị em người Mường Thanh Hóa là Ả Lự nàng Lành, Ả Anh nàng Đê, có công giúp Vua dẹp loạn 12 sứ quân thống nhất đất nước, dựng lên nước Đại Cồ Việt. Đình vẫn giữ được tương đối nguyên vẹn hình thức kiến trúc cổ và những mảng chạm khắc dân gian có giá trị mang phong cách thời Hậu Lê (Lê Trung Hưng) và thời Nguyễn, đồ thờ cổ thư phong phú đa dạng.

### Miếu Thượng Đồng Lạc
Miếu Thượng tổ dân phố Đồng Lạc là di tích lịch sử văn hóa nổi tiếng ở phường Đồng Hóa - thị xã Kim Bảng - tỉnh Hà Nam. Miếu thờ Vua Đinh Tiên Hoàng - người đã về đây chiêu mộ hào kiệt đánh dẹp loạn 12 sứ quân. Văn Chỉ và Miếu Thượng của làng Đồng Lạc được công nhận là Di tích lịch sử văn hóa vào năm 2006. Năm 2010 Miếu Thượng đã được tôn tạo khang trang và bề thế hơn phục vụ hội làng Đồng Lạc được tổ chức hàng năm.